# Dezful
Dezful (in persiano دزفول) è una città della provincia del Khūzestān (sudovest dell'Iran), capoluogo dello shahrestān di Dezful.
La struttura più antica e famosa della città è un ponte che risale al 300 a.C. circa.
Nel 2006, la città aveva 228.507 abitanti.
Gli abitanti di Dezful (Dezfulis) hanno come dialetto il Dezfuli, un dialetto persiano caratteristico della città. L'appellativo è dezfuliani.

## Storia
Il nome "Dezful" deriva dalle due parole "Dezj" (fortezza)+ "Pol" (ponte), che in questa combinazione possono significare "il ponte che porta verso la fortezza" oppure il "ponte fortificato ". Il nome originale della città era 'Dezjpol' ma dopo l'invasione araba dell'area (dal momento che in arabo non vi sono i suoni 'zj' e 'p' nelle loro vocalizzazioni), la città venne ribattezzata Dezful, con la 'z' addolcita da sembrare il suono di una 's'.
Il ponte venne costruito durante l'era del Re sasanide di Persia Sapore I. Dopo l'occupazione della zona da parte dell'Impero Romano, la cattura dell'Imperatore Valeriano a Edessa (nell'anno 260), e la successiva sconfitta delle legioni romane, i superstiti dell'armata romana catturata vennero impiegati nella ricostruzione del ponte.
Attualmente gli archeologi pensano che il ponte venne costruito sulle rovine e fondamenta di un ponte molto più antico, costruito durante la dinastia elamita.

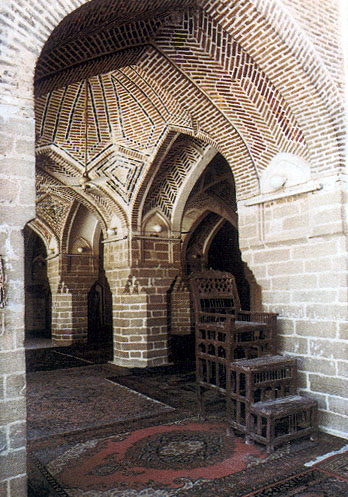
Moschea di Jameh a Dezful

Si pensa che una fortezza proteggesse lo strategico ponte sul fiume Dez, da qui il nome, anche se non vi è alcuna traccia delle vestigia del castello, forse le si trovano sotto la parte antica della città, adiacente al ponte, nota come il "Qaleh" (castello).
Nel mezzo del fiume, nei pressi del ponte, si trovano le rovine di alcuni mulini ad acqua costruiti nell'anno 300 a.C. circa. La maggior parte di esso erano ancora in uso all'inizio del XX secolo. L'ultimo rimase in funzione fino al 1985.

## Geografia fisica
Dezfūl si trova sull'asse viario principale nord-sud che collega Tehrān ad Ahvaz, capitale provinciale del Khūzestān. La principale ferrovia da Teheran al Golfo Persico passa a 15 km da Dezfūl, sul lato opposto del fiume Dez.
La città si trova nei pressi delle falde dei monti Zagros.

## Economia
Dezfūl è il principale centro commerciale della parte nord della provincia di Khūzestān e una delle maggiori zone di produzione agricola dell'Iran. Dezful è anche il principale mercato dei prodotti agricoli della provincia del Lorestān. La città contiene anche grossi filatoi per i tessili del cotone oltre a molte industrie di piccole e medie dimensioni. La Diga del Dez, alta 203 m, completata nel 1963, si trova 32 km a monte dalla città di Dezfūl; essa fornisce acqua ed elettricità alla provincia, oltre a servire per l'irrigazione delle vicine fattorie della canna da zucchero.

### Agricoltura
Le attività agricole attorno a Dezful vennero modernizzate verso la metà degli anni sessanta da una compagnia mista iraniano-americana. Secondo molti ricercatori e analisi, la diversificazione della produzione è tra le maggiori nel Medio Oriente. Fiori e  frutta citrica sono considerati di pregio nell'intero paese. Yogurt e crema dal latte di bufala locale sono molto popolari. Vengono coltivati ortaggi come cetrioli, cipolla, pomodori, patate, cavolfiori, carote, zucca, ecc. Si coltivano anche frutti come more, mirtilli, prugne, prugne di Damasco, mele, melograni, melone e anguria. Esistono vaste piantagioni di frumento, mais, canna da zucchero e cotone. Si producono anche piccole quantità di una varietà di riso locale, molto pregiato. Esistono allevamenti di bovini, ovini, polli e vasche da piscicoltura anche meccanizzati.

## Basi militari
La base Vahdati della forza aerea iraniana, di stanza a Dezful ospita il 4º gruppo della IRIAF, che opera su caccia F-5 (dei tipi A, E, F e B) e venne bombardato dalle forze irachene durante le prime fasi della guerra Iran-Iraq, negli anni ottanta. Vi si tiene un raduno aereo annuale in ricordo degli eroi di guerra all'inizio dell'anno nuovo iraniano (21 marzo-4 aprile).